# Xuân Bình, Sông Cầu
Xuân Bình là một xã thuộc thị xã Sông Cầu, tỉnh Phú Yên, Việt Nam.

## Địa lý
Xã Xuân Bình nằm ở phía bắc thị xã Sông Cầu, cách trung tâm thị xã 20 km theo Quốc lộ 1, có vị trí địa lý:
- Phía đông giáp xã Xuân Cảnh và xã Xuân Hải
- Phía tây giáp xã Xuân Lâm
- Phía nam giáp xã Xuân Phương
- Phía bắc giáp xã Xuân Lộc.

Xã Xuân Bình có diện tích 50,86 km², dân số năm 2022 là 11.496 người, mật độ dân số đạt 226 người/km².
Trên địa bàn xã có hồ Xuân Bình phục vụ thủy lợi cho khu vực các xã phía bắc thị xã Sông Cầu.

## Hành chính
Xã Xuân Bình được chia thành 5 thôn: Bình Thạnh, Bình Thạnh Nam, Diêm Trường, Thọ Lộc, Tuyết Diêm.

## Lịch sử
Ngày 30 tháng 9 năm 1981, Hội đồng Bộ trưởng ban hành Quyết định số 100-HĐBT về việc thành lập xã Xuân Bình thuộc huyện Đồng Xuân trên cơ sở tách một phần diện tích và dân số của xã Xuân Lộc.
Ngày 27 tháng 6 năm 1985, Hội đồng Bộ trưởng ban hành Quyết định số 189-HĐBT về việc thành lập huyện Sông Cầu thuộc tỉnh Phú Khánh trên cơ sở một phần của huyện Đồng Xuân. Xã Xuân Bình thuộc huyện Sông Cầu.
Ngày 27 tháng 8 năm 2009, Chính phủ ban hành Nghị quyết số 42/NQ-CP về việc thành lập thành thị xã Sông Cầu thuộc tỉnh Phú Yên trên cơ sở toàn bộ huyện Sông Cầu. Xã Xuân Bình trực thuộc thị xã Sông Cầu.